# Cumbal (Colombia)
Cumbal è un comune della Colombia facente parte del dipartimento di Nariño.
Il centro abitato venne fondato nel 1529, mentre l'istituzione del comune è del 20 luglio 1925.